# Sassano
Sassano è un comune italiano di 4 658 abitanti della provincia di Salerno in Campania.

## Geografia fisica

### Territorio
- Classificazione sismica: zona 2 (sismicità media), Ordinanza PCM. 3274 del 20/03/2003.

## Storia
Dal 1811 al 1860 ha fatto parte del circondario di Diano, appartenente al distretto di Sala del regno delle Due Sicilie.
Dal 1860 al 1927, durante il regno d'Italia ha fatto parte del mandamento di Teggiano, appartenente al circondario di Sala Consilina.

## Monumenti e luoghi d'interesse

### Architetture religiose
- Chiesa Madre di San Giovanni Evangelista
- Chiesa di Santa Maria delle Grazie
- Chiesa della Santissima Annunziata
- Chiesa della Madonna del Loreto, nella quale è un dipinto raffigurante la Madonna di Loreto con i santi Antonio da Padova e Lucia, opera di Nicola Peccheneda datata 1762[4].
- Chiesa di San Gaetano da Thiene
- Santuario diocesano del Cuore Immacolato di Maria (Varco N. E.)
- Santuario diocesano San Rocco
- San Pietro Martire della Fede

### Architetture civili
- Palazzo Babino
- Palazzo Picinni
- Palazzo del Saraceni

### Aree naturali
- Valle delle orchidee

## Società

### Evoluzione demografica
Abitanti censiti

### Etnie e minoranze straniere
La comunità straniera più numerosa è quella proveniente dalla Romania con il 40% di tutti gli stranieri presenti sul territorio, seguita dall'India (32,3%) e dall'Ucraina (6,2%).
Gli stranieri residenti a Sassano al 1º gennaio 2018 sono 372 e rappresentano il 7,5% della popolazione residente.
- Romania: 148
- India: 120
- Ucraina: 23
- Marocco: 22

### Religione
La maggioranza della popolazione è di religione cristiana appartenenti principalmente alla Chiesa cattolica; il comune appartiene alla forania di Teggiano-Sala, della diocesi di Teggiano-Policastro, ed ha tre parrocchie.

### Lingue e dialetti
Il dialetto parlato a Sassano appartiene al gruppo cilentano.

## Cultura

### Musei
- Museo delle antiche coltivazioni di Sassano

### Cucina
Dal 1902 viene prodotto l'Amaro Penna la cui ricetta fu messa a punto con erbe locali nella farmacia del paese.

## Geografia antropica

### Frazioni
In base allo statuto comunale le frazioni di Sassano sono:
- Caiazzano, 457 m s.l.m., 445 abitanti;
- Peglio;
- San Rocco, 472 m s.l.m.;
- Santa Maria, 470 m s.l.m., 121 abitanti;
- Silla, 456 m s.l.m., 616 abitanti;
- Varco Notar Ercole, 460 m s.l.m., 847 abitanti.

## Infrastrutture e trasporti

### Strade
- Strada Provinciale 51/a Silla-Caiazzano-Innesto SS 19-Innesto SP 180
- Strada Provinciale 72/a Innesto SP 78-Monte S.Giacomo.
- Strada Provinciale 78 Innesto SP 11(Silla)-Sassano.
- Strada Provinciale 121 Innesto SP 78 (Sassano)-Monte S.Giacomo.
- Strada Provinciale 213 Innesto SP 51-Caiazzano.
- Strada Provinciale 395 Innesto SP 11(Silla)-Innesto SP 49 (Sala Consilina).
- Strada Provinciale 396 Innesto SP 51/a(baracche)-Innesto SP 78 (Ponte Chianche di Sassano).

### Ferrovie
- il comune è servito dalla stazione di Sassano-Teggiano, posta sulla Ferrovia Sicignano degli Alburni-Lagonegro, ma con attività sospesa da 1986.

## Amministrazione
| Periodo           | Periodo           | Nome/Cognome       | Partito                          | Carica  | Note          |
| ----------------- | ----------------- | ------------------ | -------------------------------- | ------- | ------------- |
| 11 giugno 1996    | 18 aprile 2000    | Gaetano Arenare    | Centro                           | Sindaco | [ 13 ]        |
| 18 aprile 2000    | 5 aprile 2005     | Gaetano Arenare    | Liste civiche di Centro-sinistra | Sindaco | [ 13 ]        |
| 5 aprile 2005     | 30 marzo 2010     | Domenico Rubino    | Lista civica                     | Sindaco | [ 13 ]        |
| 30 marzo 2010     | 2 giugno 2015     | Tommaso Pellegrino | Sassano si può - lista civica    | Sindaco |               |
| 2 giugno 2015     | 22 settembre 2020 | Tommaso Pellegrino | Sassano si può - lista civica    | Sindaco |               |
| 22 settembre 2020 | in carica         | Domenico Rubino    | Sasso Sano                       | Sindaco | [ 13 ] [ 14 ] |

## Sport
La 6ª tappa del Giro d'Italia 2014, partita da Sassano, si è conclusa a Montecassino.
Ha sede nel comune la società di calcio A.S.D. Sassano, che ha disputato campionati dilettantistici regionali.